# Henderson, Nevada
Henderson là một thành phố ở quận Clark, tiểu bang Nevada, Hoa Kỳ nằm trong Vùng Đô thị Las Vegas. Đây là thành phố lớn thứ 2 ở Nevada sau Las Vegas với dân số ước tính năm 2008 là 252.064 người. Thành phố Henderson có một trường Đại học, Trường Đại học Touro tại Nevada.

## Liên kết
- City of Henderson, Nevada
- Official State of Nevada Tourism Site
- Henderson District Public Libraries
- Henderson Chamber of Commerce
- Economic Development Division
- Henderson Nevada Cultural Arts & Tourism Department Lưu trữ ngày 7 tháng 10 năm 2010 tại Wayback Machine